# Anschlag in Mogadischu am 28. Dezember 2019
Beim Anschlag in Mogadischu am 28. Dezember 2019 kamen mindestens 83 Menschen ums Leben, als eine Autobombe an einer belebten Kontrollstelle in der somalischen Hauptstadt detonierte. Zu dem Anschlag bekannte sich die radikal-islamistische Terrormiliz al-Shabaab. Ziel des Anschlags seien zwei türkische Ingenieure sowie deren Leibwächter gewesen.
Als Reaktion auf den Anschlag wurden am 30. Dezember durch Drohnenangriffe der Vereinigten Staaten in den Orten Qunyo Barrow und Caliyoow Barrow vier Terroristen getötet.